# Federico Stagi
Federico Stagi (Forte dei Marmi, 20 maggio 1974) è un ex hockeista su pista italiano.

## Caratteristiche tecniche
Gioca nel ruolo di portiere. Ha disputato con la Nazionale Italiana i Campionati del Mondo di San Jose in California e gli Europei di Monza del 2006.

## Carriera
Cresce hockeysticamente nella squadra della sua città, il Forte dei Marmi, con cui conquista due promozioni in Serie A1: nel 1997-1998 e nel 1999-2000 dove viene premiato, dalla Lega Hockey, come Miglior Portiere della categoria. Si distingue fin da piccolo per le sue doti. Partecipa con la Nazionale Italiana giovanile ai Campionati Europei di categoria U.16 ed U.18. In entrambi i casi vince la medaglia d'argento.
Il suo debutto in prima squadra è datato 1990 nell'allora Emporio Armani Forte dei Marmi militante in Serie A1. Successivamente, anche a causa del fallimento della società, Federico rimane inattivo per due stagioni e la sua carriera sembra compromessa. Ma non è così. Si ripresenta alla vigilia della stagione di Serie A2 1996-1997 sfiorando l'immediata promozione, rimandata però di un solo anno. Il 1998 vede infatti il Forte dei Marmi tornare in serie A1.
Dopo alcuni anni su buoni livelli il 2001-2002 è quello della consacrazione. Il Forte disputa una stagione straordinaria e Federico è uno dei principali artefici. In Semi-finale scudetto il Forte è sconfitto dai Campioni d'Italia in carica del Novara, ma questi ultimi per avere la meglio di un coriaceo Forte, devono arrivare alla bella. La svolta della sua carriera arriva però con il passaggio al Primavera Prato, dove grazie a ottime prestazioni si guadagna la chiamata in Nazionale.
Dopo Prato, CGC Viareggio ed Sarzana l'ennesimo ritorno a Forte, dove arriva vicinissimo alla Finale Scudetto.
Nel 2012-2013 è ancora il portiere titolare della formazione Versiliese.
Nella stagione 2013-2014 riesce a conquistare, sempre da titolare, l'ambito titolo di Campione di Italia. Titolo che rivincerà per altri 2 anni (2014-2015 e 2015-2016) facendo la differenza in tutti i play off.
Il 27 settembre 2014 conquista anche la Supercoppa Italiana, battendo la compagine del Valdagno con un netto 9-4.
Prima di chiudere la carriera vince anche una Coppa Italia nella stagione 2016-17 e la sua seconda supercoppa Italiana nel 2017. 

## Palmarès

### Giocatore

#### Club

##### Competizioni nazionali
- Campionato italiano: 3
  - Forte dei Marmi: 2013-2014, 2014-2015, 2015-2016
- Coppa Italia: 1
  - Forte dei Marmi: 2016-2017
- Supercoppa italiana: 2
  - Forte dei Marmi: 2014, 2017

#### Individuale
- Miglior portiere A2 1999-2000

### Libri
- Gianfranco Capra, Quaderni novaresi. Lino Grassi la storia dell'hockey, Novara, Zen iniziative, 2008.
- Gianfranco Capra Mario Scendrate, Hockey su pista in Italia e nel mondo, Novara, S.E.N., 1984.
- Fernando Castro, Campeonatos do mundo de hóquei em patins: contributos para a sua história, Despertar Memórias, agosto 2011.

### Pubblicazioni
- Gianfranco Capra Mario Scendrate, Hockey Novara. Tutti i nazionali, in Enciclopedia dello sport di Novara e VCO, supplemento al periodico "Tribuna Sportiva", 25 ottobre 1993, n. 66, Novara, 1993.
- Gianfranco Capra, Gli scudetti degli anni '40-'50, in Enciclopedia dello sport di Novara e VCO, supplemento al periodico "Tribuna Sportiva", 27 settembre 1993, n. 58, Novara, 1993.